# Agamemno
Agamemno es un personaje ficticio, un supervillano en el Universo de DC Comics. Él apareció por primera vez en la Edad de Plata # 1 (julio de 2000) durante el evento de la Edad de Plata (una serie de estilo de la Plata de un tiro de la que él era el principal antagonista). Fue creado por Mark Waid.

## Biografía ficticia del personaje
Agamemno es el hijo del primer ser sintiente que se creó después del Big Bang. Su padre gobernó el universo durante eones antes de ser depuesto y asesinado por un grupo de entidades cósmicas similares, aunque más jóvenes. Agememno, su heredero, huyó y, presumiblemente, estuvo huyendo de los asesinos de su padre desde entonces, mientras planeaba recuperar la dominación universal.
Era un conquistador interplanetario que controlaba muchos mundos; En su búsqueda del control universal, aprendió tres elementos que le permitirían llegar a ser todopoderoso: el Absorbascon (un dispositivo de lectura mental) de Thanagar, un trozo de cristal de kryptonita y la batería de energía central de Oa.
Unos años después de la formación de la Liga de la Justicia de América, se enteró de su existencia Kanjar Ro. Llegó a la Tierra y se alió con Lex Luthor y varios criminales, creando así la Liga de la Injusticia. A estos villanos se les prometió el control de la Tierra a cambio de ayudar a Agamemno a conquistar el universo.
Agamemno usó sus poderes para intercambiar las mentes de la JLA con los villanos de la siguiente manera:
- Lex Luthor intercambió cuerpos con Superman.
- Chronos intercambió cuerpos con Atom.
- Manta Negra intercambió cuerpos con Aquaman.
- Catwoman intercambió cuerpos con Canario Negro.
- El Dr. Light intercambió cuerpos con Martian Manhunter.
- El Sr. Element intercambió cuerpos con Flash.
- Pingüino intercambió cuerpos con Batman.
- Felix Faust intercambió cuerpos con Flecha Verde.

Los villanos lograron asegurar los elementos que Agamemno requería (a pesar de ser expulsados de nuevo a sus propios cuerpos) y se convirtieron en omniscientes en el proceso. Los villanos amenazaron con destruir a la JLA con el conocimiento que habían aprendido acerca de ellos, pero finalmente fueron derrotados cuando la JLA utilizó el H-Dial de Robby Reed para convertirse en nuevos superhéroes de los que nadie tenía conocimiento.
Agamemno usó sus poderes para fusionarse y poseer los tres elementos; Sin embargo, el poder combinado de la JLA, los Wingmen de Thanagar y la Green Lantern Corps fueron capaces de separar los tres elementos y atrapar a Agamemno dentro de la batería de poder central. Fue detenido por los Guardianes del Universo. Lo que le ha pasado desde entonces, sobre todo teniendo en cuenta la posterior destrucción de la Batería de Potencia, es desconocido. Es posible que haya sido destruido por Parallax.
Fue revelado en el guion de JLA: Torre de Babel (también escrito por Waid) que el intercambio de cuerpo por Agamemno llevó a Batman a desarrollar una serie de planes de contingencia para derribar la JLA y otros héroes si se van maliciosos.

## Poderes y habilidades
Agamemno está compuesto de energía psíquica invisible, intangible, sin forma. Esta energía puede poseer cualquier material inorgánico o muerto (por ejemplo, puede poseer la madera muerta de un barco pero no poseer los cuerpos del JLA). Una vez que ha poseído este material puede remodelarlo, por lo general en una forma estándar del cuerpo / color para que pueda ser reconocido. Este nuevo cuerpo conserva las propiedades del material del que se fabrica. Si el cuerpo de Agamemno es destruido, simplemente puede crear uno nuevo.
Tiene algunos poderes psíquicos aunque sus límites no son claros; Él puede intercambiar claramente las mentes / cuerpos de un segundo y tercer partido.
Agamemno es personalmente capaz de viajes interestelares y presumiblemente intergalácticos.